# Linka 2 (metro v Madridu)
Linka 2 madridského metra spojuje severní a centrální části Madridu s jeho východní částí a vede ze stanice Cuatro Caminos na severu do stanice Las Rosas na východě. Na lince se nachází 20 stanic a délka linky činí 14,1 km. Tratě jsou vybudovány jako úzkoprofilové, nástupiště mají délku 60 m na úseku  Cuatro Caminos – La Elipa a 90 m na úseku La Almudena – Las Rosas. První úsek linky byl otevřen v roce 1924, k poslednímu rozšíření došlo v roce 2011.
Je označována červenou barvou, nicméně až do 80. let 20. století byla označována barvou zelenou.

## Poloha

Plán stanic linky

Linka pochází následujícími městskými obvody Madridu v severozápadně-východním směru:
- Tetuán
- Chamberí
- Centro
- Retiro
- Salamanca
- Ciudad Lineal
- San Blas – Canillejas

Linka začíná na náměstí Glorieta Cuatro Caminos, dále vede pod ulicí Bravo Murillo a San Bernardo. U opery se otáčí prudce na východ a pod ulicí Arenal vede na náměstí Puerta del Sol. Dále pokračuje až do stanice Ventas pod ulicí Alcalá a následně vede pod ulicemi Avenida de Daroca, Arriaga, Avenida de Guadalajara a Paseo de Ginebra až do stanice Las Rosas.

## Historie
První úsek linky mezi stanicemi Sol a Ventas byl otevřen dne 14. června 1924. Celý úsek probíhal pod ulicí Alcalá – z náměstí Puerta del Sol až k býčí aréně ve Ventas.
21. října 1925 byla linka prodloužena ze stanice Sol do stanice Quevedo. Následně byla otevřena 27. prosince stejného roku odbočná větev (Ramal) ze stanice Isabel II (dnes Ópera) k železniční stanici Norte (dnes Príncipe Pío). K dalšímu rozšíření linky došlo velmi brzy – 10. září 1929 byla na severním konci linka prodloužena ze stanice Quevedo do stanice Cuatro Caminos, čímž bylo umožněno již druhé spojení této stanice s centrem města (tedy stanicí Sol).
Linka následně doznala dvou rozšíření (v roce 1932 byla otevřena další odbočná větev ze stanice Goya do stanice Diego de León pod ulicí Conde de Peñalver; v roce 1964 rozšíření ze stanice Ventas do stanice Ciuadad Lineal.), nicméně první zmíněný úsek byl v roce 1958 přiřazen k lince 4 (ta měla do té doby konečnou právě ve stanici Goya), úsek mezi Ventas a Ciudad Lineal byl připojen v roce 1970 k lince 5 krátce po jejím prodloužení do stanice Ventas.
Kromě těchto krátkodobých prodloužení zůstala původní trasa linky z roku 1929 nezměněna až do 16. října 1998, kdy byla otevřena na lince nová přestupní stanice Canal.

16. února 2007 pak došlo konečně k prodloužení linky ze stanice Ventas do stanice La Elipa. Na toto prodloužení navázalo zatím poslední rozšíření, ke kterému došlo 16. března 2011, kdy byl otevřen úsek se mezi stanicemi La Elipa a Las Rosas.
V září 2013 byla celá linka přejmenována na „Linku 2 Vodafone“ (španělsky Línea 2 Vodafone) (společně se stanicí Sol – ta byla přejmenována na „Vodafone Sol“.  I kvůli kontroverzím se stanice i linka vrátily k původním jménům v červnu 2016. Podle dopravního podniku přineslo přejmenování 3 miliony eur, tzn. milion eur ročně.

## Provoz

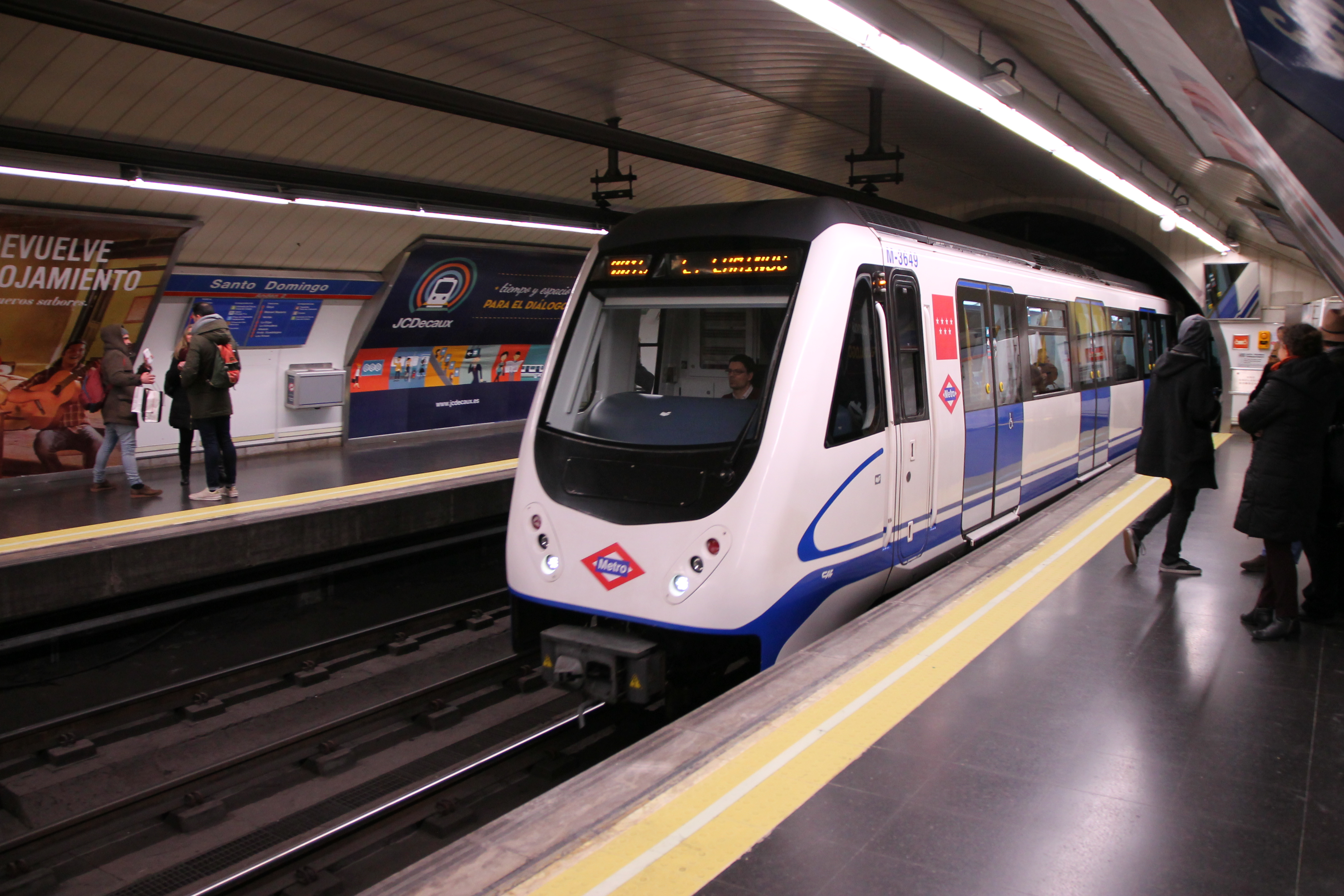
Souprava řady 3000 ve stanici Santo Domingo

Linka se kříží s linkami metra 1, 3, 4, 5, 6, 7, 9 a 10. Linka 2 má ve stanici Sol přestup na příměstskou železnici Cercanías.
Linka v síti metra patří k těm s úzkým průjezdním profilem. Rozchod koleje je stejný jako v celé síti – netypických 1445 mm. Odběr proudu je realizován trolejovým vedením, pevným v celé délce linky, napětí v soustavě je 1500 V ss. Na lince jsou v současnosti provozovány soupravy řady 3000 od španělského výrobce CAF.
Celá linka se nachází v tarifním pásmu A.
Linka je pokrytá mobilním telefonním signálem v celé své trase pro uživatele operátora Vodafone.

### Seznam stanic

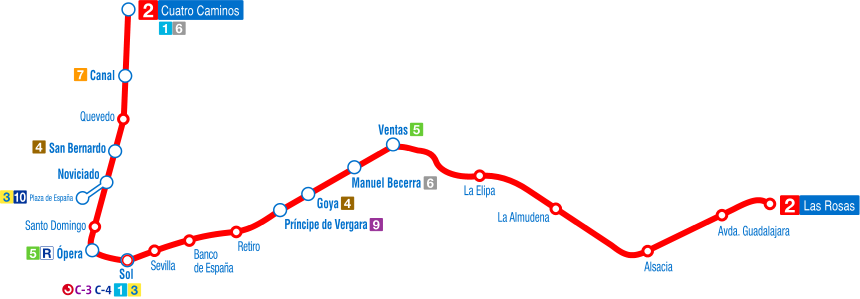
Plán linky

Linka v současnosti prochází 20 stanicemi. Průměrná vzdálenost mezi stanicemi je 739 m.
- Cuatro Caminos
- Canal
- Quevedo
- San Bernardo
- Noviciado (dlouhý přestup do stanice Plaza de España –  )
- Santo Domingo
- Ópera
- Sol
- Sevilla
- Banco de España
- Retiro
- Príncipe de Vergara
- Goya
- Manuel Becerra
- Ventas
- La Elipa
- La Almudena
- Alsacia
- Avenida de Guadalajara
- Las Rosas

## Budoucnost
Na severním konci je linka považována za dokončenou a neplánuje se její rozšíření. Možné je spíše prodloužení východního konce linky východním směrem a ukončení společnou stanicí El Cañaveral s linkou 7.